# Karpfhofen
Karpfhofen ist ein Ortsteil des Marktes Markt Indersdorf im oberbayerischen Landkreis Dachau. Das Dorf liegt circa 500 Meter südlich von Indersdorf.
Der Ort wurde 1187 als „Chorp“ erstmals erwähnt.